# 华南圭

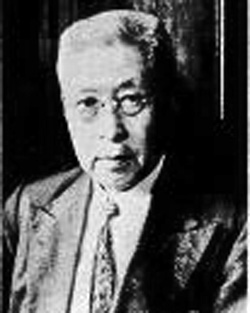

华南圭（1876年2月23日—1961年3月），字通齋，江苏无锡荡口镇人，中国土木工程专家、建筑师。曾任天津工商学院院长。

## 生平
华南圭早年在家乡无锡中秀才，入江苏沧浪亭中西学堂（后更名为江苏高等学堂），在学堂期间学习了法文。后来，华南圭升入京师大学堂。1904年初，华南圭被官派赴法国巴黎市政工程建筑学院（Ecole Spéciale des Travaux Publics, du Bâtiment et de l'Industrie (ESTP Paris)）学习土木工程，为该大学首位中国留学生，1908年获得工程师学位。毕业后，华南圭在法国大北铁路进行了两年实习，1910年归国。1911年，华南圭以最优的成绩通过了清朝学部举办的留学生考试，获进士。
1913年到1916年，华南圭担任北京政府交通部传习所（今北京交通大学的前身）教务主任。1916年，署北洋政府交通部技正。帮交通部长叶恭绰创办天津扶轮中学（后为天津铁一中，又改为天津市扶轮中学）以及交通传习所土木工程系。该系起初以英文、法文等西方语文授课，后来华南圭在教学中编写出了一套中文教材，为中国最早的中文现代土木工程教材之一，其中铁路工程教材是中国首部中文铁路工程教材，出版于1916年。此后，华南圭先后编著出版了《房屋工程》、《力学撮要》、《材料耐力》、《土石工程》、《建筑材料撮要、置办及运用》、《公路及市政工程》等十多部高等教育教材。
1913年起，华南圭兼任其在交通传习所内创办的交通博物馆的馆长，1914年该博物馆对外开放，为中国最早的现代博物馆之一。1914年起，华南圭帮朱启钤在社稷坛建设中央公园（即今中山公园，也是北京首座公园），并参与主持该园建筑的建设以及布局。1915年到1917年，华南圭任留学生出国考试总考官。1918年起，担任北京政府交通部铁路技术委员会总工程师。1920年到1922年，任京汉铁路总工程师，后来于1924年到1928年再度担任该职务。
1913年起，华南圭帮詹天佑创建及主持中华工程师学会。1919年詹天佑逝世后，华南圭继续主持该学会，曾任副会长、总干事、会务主任，一直到该会于1931年和其他学会合并为中国工程师学会。
1928年7月到1929年9月，华南圭担任北平特别市工务局局长。其间，华南圭制定了《玉泉源流之状况及整理大纲计划书》、《北平河道整理计划》等，提出了整治永定河及修建官厅水库，将景山、中南海辟为公园等意见。任内，华南圭还主持辟出沙滩经景山前门至西四丁字街的道路，辟出地安门东大街和地安门西大街。
1929年到1934年，华南圭任北宁铁路局总工程师兼北宁铁路改进委员会主席。1930年，在朱启钤创办的中国营造学社内任评议，后来又任干事。1932年，华南圭出任天津整理海河委员会主任，倡导且主持了天津海河挖淤工程。1933年到1937年，担任天津工商学院院长。其间，华南圭引入了法国公益工程大学的实习制度，该实习制度在当时欧洲也是一项创举。华南圭还常带学生赴长辛店机车车辆厂实习。1938年到1945年，华南圭因不愿意替日本人工作而流亡法国。
1949年起，应北京市人民政府邀请，华南圭出任北京都市计划委员会总工程师，后又担任顾问，直到1961年逝世。其间，华南圭参与了中华人民共和国成立初期北京市的规划。1949年8月到1957年8月，连续担任北京市人大代表。其间，1949年8月，华南圭以北京市人大代表的身份提交了在北京市西郊建新城的提案并获得通过，但后来被苏联专家否定。他还提议整理玉泉水系，并获得采纳。他的其他许多提案也都获得的采纳，如建设煤气工厂，在北京市东郊建设工业区，为北京市全部胡同路面铺沥青，继续对永定河的整治并修建官厅水库，开通京密运河并修建密云水库等。1951年，华南圭担任北京市科学普及协会（今北京市科学技术协会的前身）副主席。
1961年3月，华南圭在北京同仁医院病逝，享年84岁。

## 家庭
- 妻：华罗琛（Stephaine Horose，1883年—1970年），波兰人
- 子：华揽洪，建筑师。
- 女：华西蒙，后移民比利时，成为建筑师。